# Tania León
Pour les articles homonymes, voir León.
Tania León, née le 14 mai 1943 à La Havane, est une cheffe d'orchestre et compositrice cubaine. Elle est devenue l'une des personnalités majeures de la vie musicale américaine.

## Biographie
Elle est la fille de Oscar León Mederos et de Dora Ferran. À la Havane, León étudie le piano, le violon et la théorie musicale, obtenant de  multiples bachelors et un master en musique du Carlos Alfredo Peyrellado Conservatory.
Dès 1967, elle s'expatrie à New York pour suivre des cours de direction d'orchestre auprès de Léonard Bernstein et Seiji Ozawa, tout en continuant ses études de piano. Elle étudie la composition auprès d'Ursula Mamlok. En 1969, elle est l'une des cofondatrices et la Directrice musicale du Dance Theatre of Harlem jusqu'en 1980 ainsi que de 1993 à 1997, elle devient la conseillère en musique contemporaine de Kurt Masur à l'Orchestre philharmonique de New York. 
Elle est aussi connue comme pédagogue et conseillère artistique et elle a enseigné comme Visiting Professor à Harvard, à Yale, au Brooklyn College où elle fut nommée professeure en 1994, la Hochmusikschule à Hambourg. Elle a dirigé de nombreux orchestres aux États-Unis et en Europe dont Orchestre de la Suisse romande à Genève, l'Orchestre de la Beethovenhalle de Bonn, l'Orchestre Santa Cecilia de Rome.
En 2006, elle nommée Professeure honoraire de l'Université de New York.
En 2008, elle est nommée Ambassadrice Culturelle des États-Unis à Madrid.

## Récompenses
- 1998, le New york Governor's Lifetime Achievement Award
- 2007, le Guggenheim Fellowship Award
- 2007, Prix de la Fondation Marti
- 2021, Prix Pulitzer de Musique pour son Opéra "Stride"[4].

## Œuvres sélectives
- Ritual, 1987
- Batá, 1985
- Belé, 1981, ballet
- The Beloved, 1972, ballet
- Haiku, 1973, ballet
- Inura, 2009, ballet
- A la Par, for piano and percussion, 1986
- Horizontes pour orchestre, œuvre créée en 1999, à Hambourg
- Scourge of Hyacinths (Le Malefice Des Jacinthes), livret d'opéra, création 1999, avec Wole Soyinka

## Sources et Références
- Tania León

1. ↑  Béatrice Didier, Antoinette Fouque et Mireille Calle-Gruber, Le dictionnaire universel des créatrices, Des femmes-A. Fouque, 2013 (ISBN 978-2-7210-0631-8, 2-7210-0631-2 et 978-2-7210-0628-8, OCLC 864873770), p. 2538
2. ↑  Scène magazie,décembre 2009
3. ↑  Orchestre de Chambre de Genève, site visité le 5 décembre 2009
4. ↑  (en-US) Zachary Woolfe, « Tania León Wins Music Pulitzer for ‘Stride’ », The New York Times,‎ 11 juin 2021 (ISSN 0362-4331, lire en ligne, consulté le 15 juin 2021)